# Фредерик Якобус Йоханес Бойтендейк
Фредерик Якобус Йоханес Бойтендейк е нидерландски психолог.

## Научна дейност
Трудовете на Бойтендейк се отнасят до зоопсихологията, където успява да докаже специфичността и сложността на инстинкта. Повлиян от феноменологията, той отстоява да се прави полево наблюдение пред лабораторно, по простата причина, че при първото може да се разбере действителното поведение на животното в естествена среда, а не изкуственото му поведение в една изкуствена среда.